# Църнотинце
Църнотинце (на сръбски: Црнотинце или Crnotince; на албански: Corrotica) е село в Югоизточна Сърбия, Пчински окръг, община Прешево.

## Население
Албанците в община Прешево бойкотират проведеното през 2011 г. преброяване на населението.
Според преброяването на населението от 2002 г. селото има 1454 жители.

### Етнически състав
Данните за етническия състав на населението са от преброяването през 2002 г.
- албанци – 1445 жители (99,38%)
- други – 4 жители (0,27%)
- неизяснени – 1 жител (0,08%)
- неизвестно – 4 жители (0,27%)

## Галерия
- Чешма в Църнотинце